# Shenmue II
Shenmue II är uppföljaren till Shenmue som utvecklades av Sega AM2.
Spelet släpptes tillsammans med Shenmue i ny utgåva till Playstation 4, Xbox One och Windows 2018. De nya versionerna har ny grafik, kontrollintsällningar och möjlighet att välja engelskt eller japanskt tal.

## Spelupplägg
Spelet tar vid där det föregångaren slutar. Huvudkaraktären Ryo Hazuki anländer med båt till Hongkong, där han först inte känner någon och är helt ensam. Tidigt i spelet blir han rånad och blir av med alla sina pengar. Han träffar på Joy, en tjej på motorcykel, som hjälper honom att komma till ett vandrarhem.
Spelet är större än föregångaren. Det släpptes bara med japansk originalröst till Dreamcast i Europa men dubbades till engelska i Xbox-versionen. Den versionen innehåller även ett extra kvarter och möjlighet till träning så som man kunde göra i ettan. Spelaren får möjlighet att spela arkadspel, vadslagning. Spelaren reser till Hongkong, Kowloon och Guilin som mål. I spelet får huvudkaraktären lära sig riktiga rörelser från olika kung-fu stilar så som bajiquan och taiji. 

## Karaktärer

### Ryo Hazuki
Spelets huvudperson som fortsätter sin jakt på Lan Di, genom att leta efter Yuanda Zhu, som kan lösa mysteriet. 

### Joy
Joy är en kinesisk kvinna som är uppvuxen i en rik familj och ofta ses köra motorcykeln. Hon hjälper Ryo när han anländer till Hong Kong.

### Ren of Heavens
Ren of Heavens är gängledare och mycket farlig. Han respekterar inte någon tills han möter Ryo Hazuki.

### Lan Di
Ryos huvudantagonist. Spelet antyder att Lan Di är den bror som försvann när Xiuying var en liten flicka.

### Xiuying
Mästare i Chen-Style Tai Chi som försöker lära Ryo att behärska denna kampstil.

### Dou Niu
Ledare för The Yellowheads som kontrollerar stora områden kring Kowloon. Dou Niu är lång och kraftig.

### Fangmei Xun
Fangmei är en föräldralös flicka som bor ich tjänar i templet där Ryo träffar Xiuying.

### Wong
Wong är en ung kriminell pojke som stjäl av Ryo men som också tycker om honom. 

### Shenhua Ling
En tonårig flicka som Ryo ser i sina drömmar men som han sedan träffar i slutet av spelet. 

### Yuan
Yuan är en högt uppsatt ledare i Yellow Head Gang. I den japanska versionen var Yuan transvestit.

### Izumi Takano
Izumi är en japansk student som Ryo lär känna i Hong Kong och som jobbar på en Tomato Convenience Store.